# Governo Katainen
O Governo Katainen (2011 - 2014) foi formado a partir das Eleições gerais na Finlândia em 2011, integrando inicialmente seis partidos: o Partido da Coligação Nacional, o Partido Social Democrata, a Aliança de Esquerda, a Aliança dos Verdes, o Partido Popular Sueco, e o Partido Democrata-Cristão.

Estes partidos tinham 126 dos 200 lugares do Parlamento da Finlândia.

## Composição do governo
Este governo tinha 19 ministros:
- 6 pastas - Partido da Coligação Nacional
- 6 pastas - Partido Social Democrata da Finlândia
- 2 pastas - Aliança de Esquerda
- 2 pastas - Aliança dos Verdes
- 2 pastas - Partido Popular Sueco
- 1 pasta  - Partido Democrata-Cristão

| Pasta                                        | Ministro                  | Partido                       |
| -------------------------------------------- | ------------------------- | ----------------------------- |
| Primeiro-ministro                            | Jyrki Katainen            | Partido da Coligação Nacional |
| Ministra das Finanças Vice-primeira-ministra | Jutta Urpilainen          | Partido Social Democrata      |
| Ministra da Administração e dos Municípios   | Henna Virkkunen           | Partido da Coligação Nacional |
| Ministro das Relações Exteriores             | Erkki Tuomioja            | Partido Social Democrata      |
| Ministro da Europa e do Comércio Externo     | Alexander Stubb           | Partido da Coligação Nacional |
| Ministra do Apoio Externo                    | Heidi Hautala             | Aliança dos Verdes            |
| Ministra da Justiça                          | Anna-Maja Henriksson      | Partido Popular Sueco         |
| Ministra do Interior                         | Päivi Räsänen             | Partido Democrata-Cristão     |
| Ministro da Defesa                           | Stefan Wallin             | Partido Popular Sueco         |
| Ministro da Educação                         | Jukka Gustafsson          | Partido Social Democrata      |
| Ministro da Cultura e do Desporto            | Paavo Arhinmäki           | Aliança de Esquerda           |
| Ministro da Agricultura                      | Jari Koskinen             | Partido da Coligação Nacional |
| Ministro dos Transportes                     | Merja Kyllönen            | Aliança de Esquerda           |
| Ministra das Comunicaçoes e da Habitaçao     | Krista Kiuru              | Partido Social Democrata      |
| Ministro da Economia                         | Jyri Häkämies             | Partido da Coligação Nacional |
| Ministro do Trabalho                         | Lauri Ihalainen           | Partido Social Democrata      |
| Ministra dos Assuntos Sociais e da Saúde     | Paula Risikko             | Partido da Coligação Nacional |
| Ministra da Terceira Idade                   | Maria Guzenina-Richardson | Partido Social Democrata      |
| Ministro do Meio Ambiente                    | Ville Niinistö            | Aliança dos Verdes            |